# Planet Jedward
Planet Jedward es el primer álbum de estudio de los hermanos gemelos Jedward, lanzado el 16 de julio de 2010. Se trata de un álbum de canciones de otros artistas como Queen, Backstreet Boys y Robbie Williams cantadas por ellos mismos.

## Tracklisting
| N.º | Título                                                  | Escritor(es) | Original Artist                    | Duración |  |
| 1.  | «Under Pressure (Ice Ice Baby)» (featuring Vanilla Ice) | Freddie Mercury, Brian May, David Bowie, John Deacon, Roger Taylor, Vanilla Ice, Earthquake, Daniel Priddy, Lars Halvor Jensen, Martin Michael Larsson | David Bowie, Queen and Vanilla Ice | 3:42     |  |
| 2.  | «All the Small Things»                                  | Mark Hoppus, Tom DeLonge | Blink-182                          | 2:53     |  |
| 3.  | «Everybody»                                             | Denniz PoP, Max Martin | Backstreet Boys                    | 2:53     |  |
| 4.  | «Ghostbusters»                                          | Ray Parker Jr. | Ray Parker Jr.                     | 2:54     |  |
| 5.  | «Fight For Your Right»                                  | Beastie Boys, Rick Rubin, Tom Cushman | Beastie Boys                       | 3:20     |  |
| 6.  | «I Want Candy»                                          | Bert Berns, Bob Feldman, Jerry Goldstein, Richard Gottehrer                                                                                            | The Strangeloves                   | 3:15     |  |
| 7.  | «Jump»                                                  | Jermaine Dupri | Kris Kross                         | 3:19     |  |
| 8.  | «I Like to Move It»                                     | Erick Morillo, Mark Quashie | Reel 2 Real                        | 3:43     |  |
| 9.  | «Rock DJ»                                               | Robbie Williams, Guy Chambers | Robbie Williams                    | 4:03     |  |
| 10. | «Teenage Kicks»                                         | John O'Neill | The Undertones                     | 2:22     |  |
| 11. | «Pop Muzik»                                             | Robin Scott | M                                  | 2:41     |  |

- Datos: Q2895502